# Miriagrama
O miriagrama (do grego myriás [dez mil] + grama [unidade de medida, do francês gramme, oriundo do grego grámma, pelo latim gramma]) é o primeiro múltiplo do quilograma, e o quarto do grama. Dado que o múltiplo míria ou myria não está reconhecido pelo Sistema Internacional de Unidades, é mais correto denominá-lo centitonelada, e com este nome se considera o segundo submúltiplo da tonelada métrica.
O símbolo ou abreviatura da centitonelada é ct, enquanto que do miriagrama é mag.
As crianças chegam alcançar esta massa antes dos dois anos. 

## Equivalências
1 miriagrama ou centitonelada é igual a:
- 10 000 g
- 1 000 dag
- 100 hg
- 10 kg
- 0,1 q
- 0,01 t